# Passerelle industrielle d'Ivry-Charenton
La passerelle industrielle d'Ivry-Charenton, dite aussi « passerelle aux câbles », est une passerelle franchissant la Seine pour relier les communes de Charenton-le-Pont et d'Ivry-sur-Seine, juste en amont de Paris.

## Description
Ce pont à poutres cantilever pour piétons et bicyclettes, avec sa rampe d'accès d'un seul tenant, a été construit entre 1926 et 1929 par la centrale électrique d'Ivry (dite à l'époque Électricité de la Seine).
Massive et construite en béton armé, la passerelle achemine aussi des lignes électriques vers la zone industrielle d'Ivry-sur-Seine. Elle a une longueur totale de 214 mètres et une portée de 134,60 mètres. Elle est le départ des pistes cyclables des bords de Seine et des bords de Marne et fait la jonction vers les pistes du centre de Paris. Elle fait partie du parcours de l'EuroVelo 3.

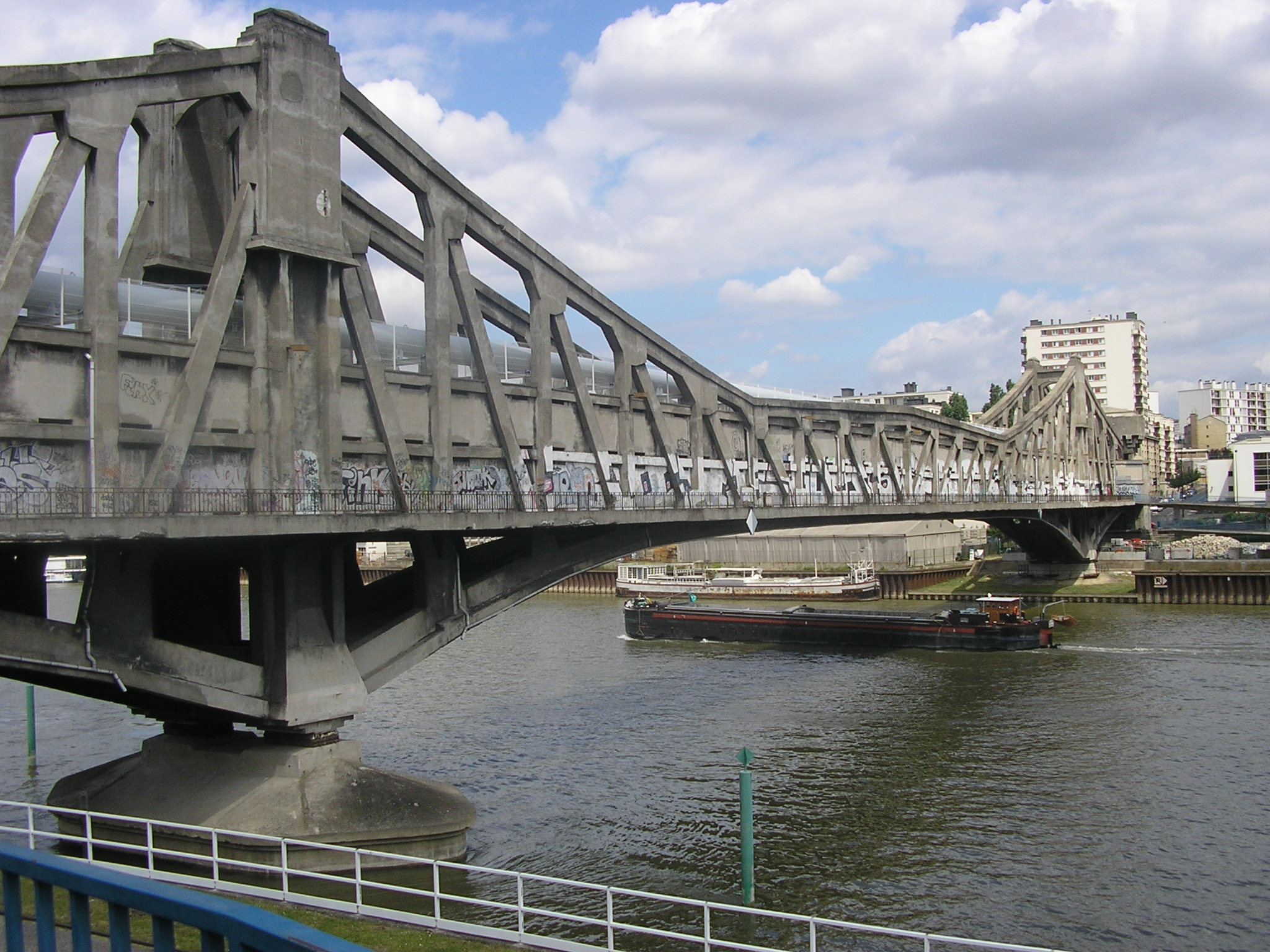
Passerelle industrielle d'Ivry-Charenton.
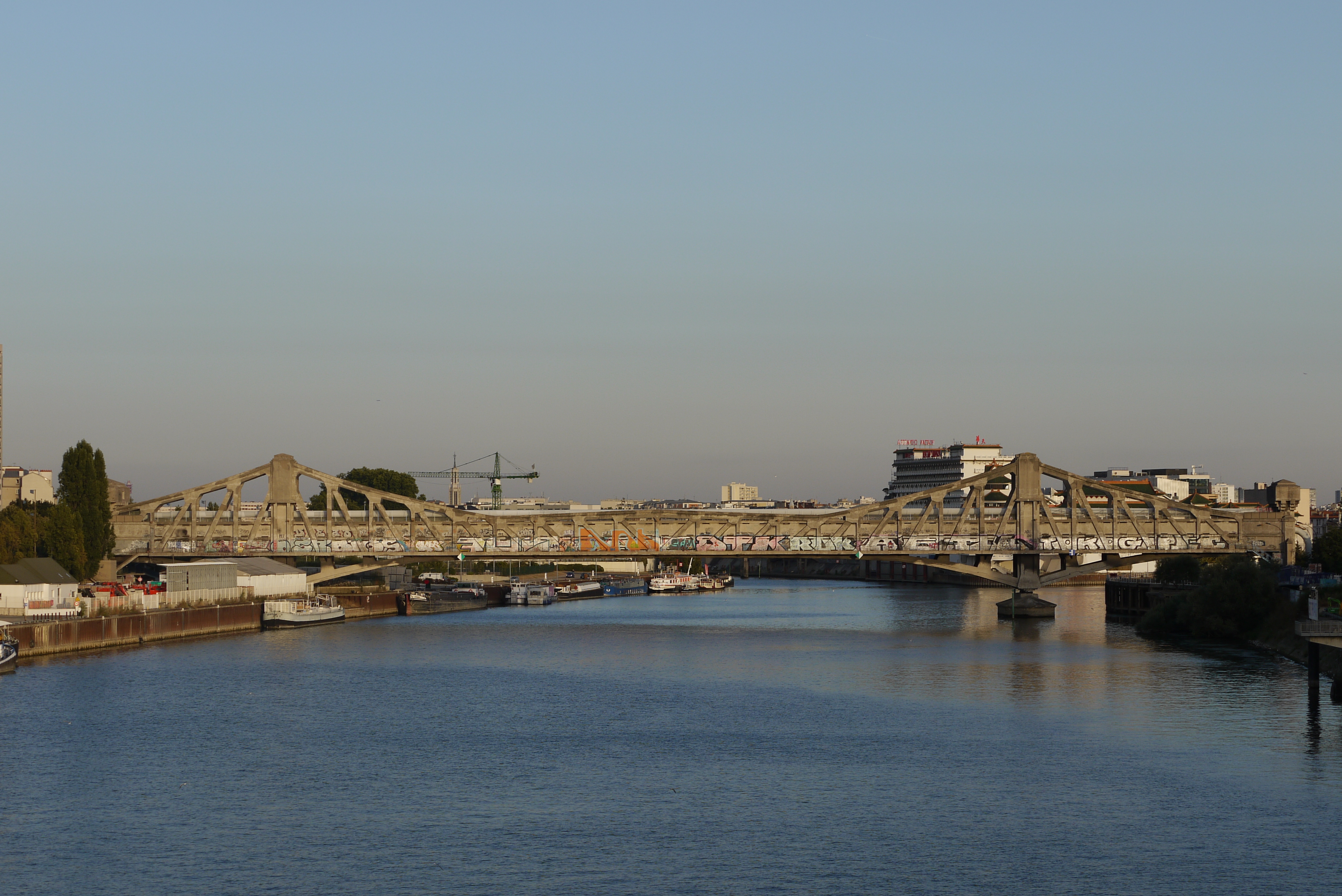
La passerelle vue depuis le pont Nelson-Mandela.
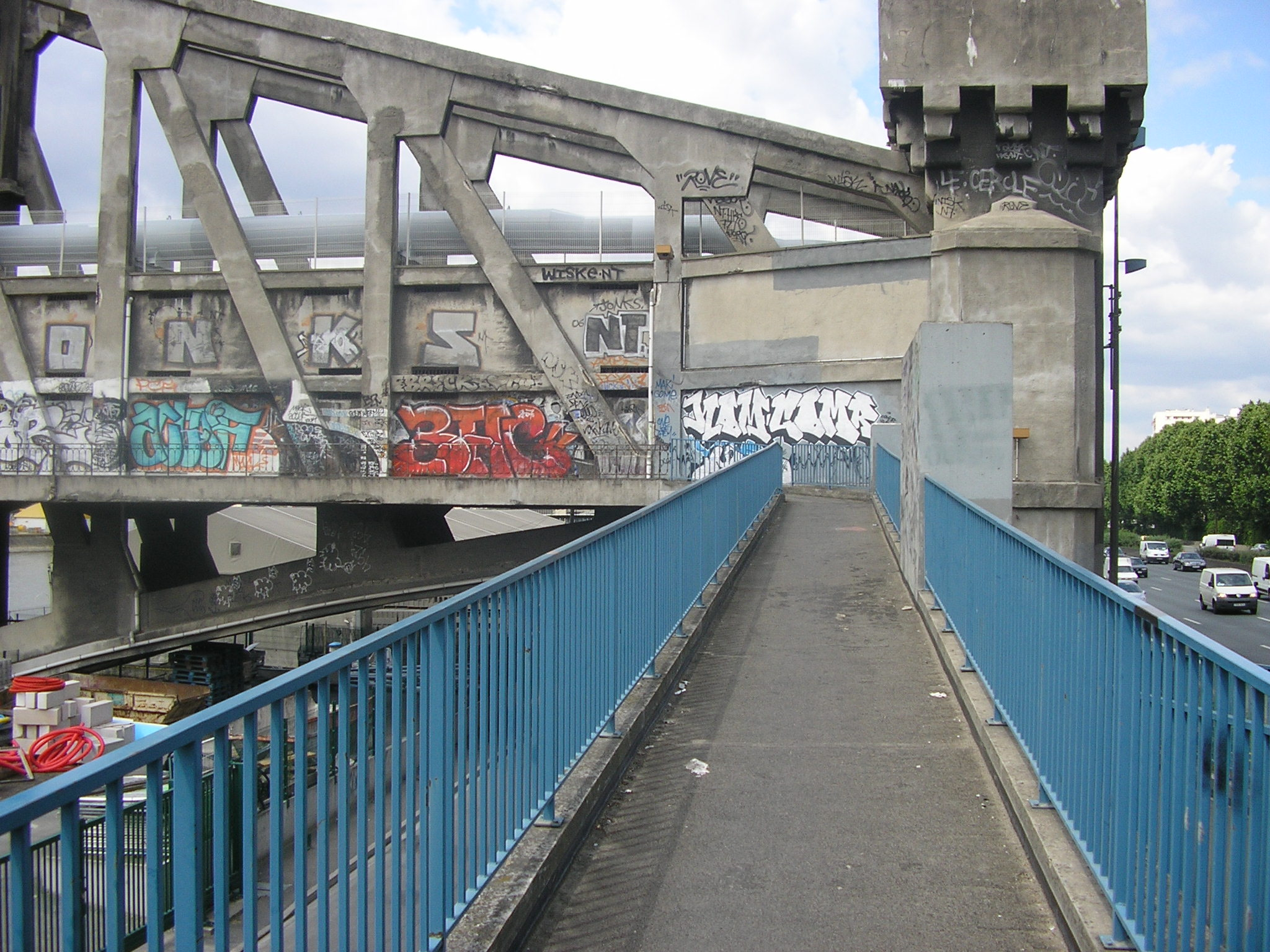
Accès de la piste cyclable.
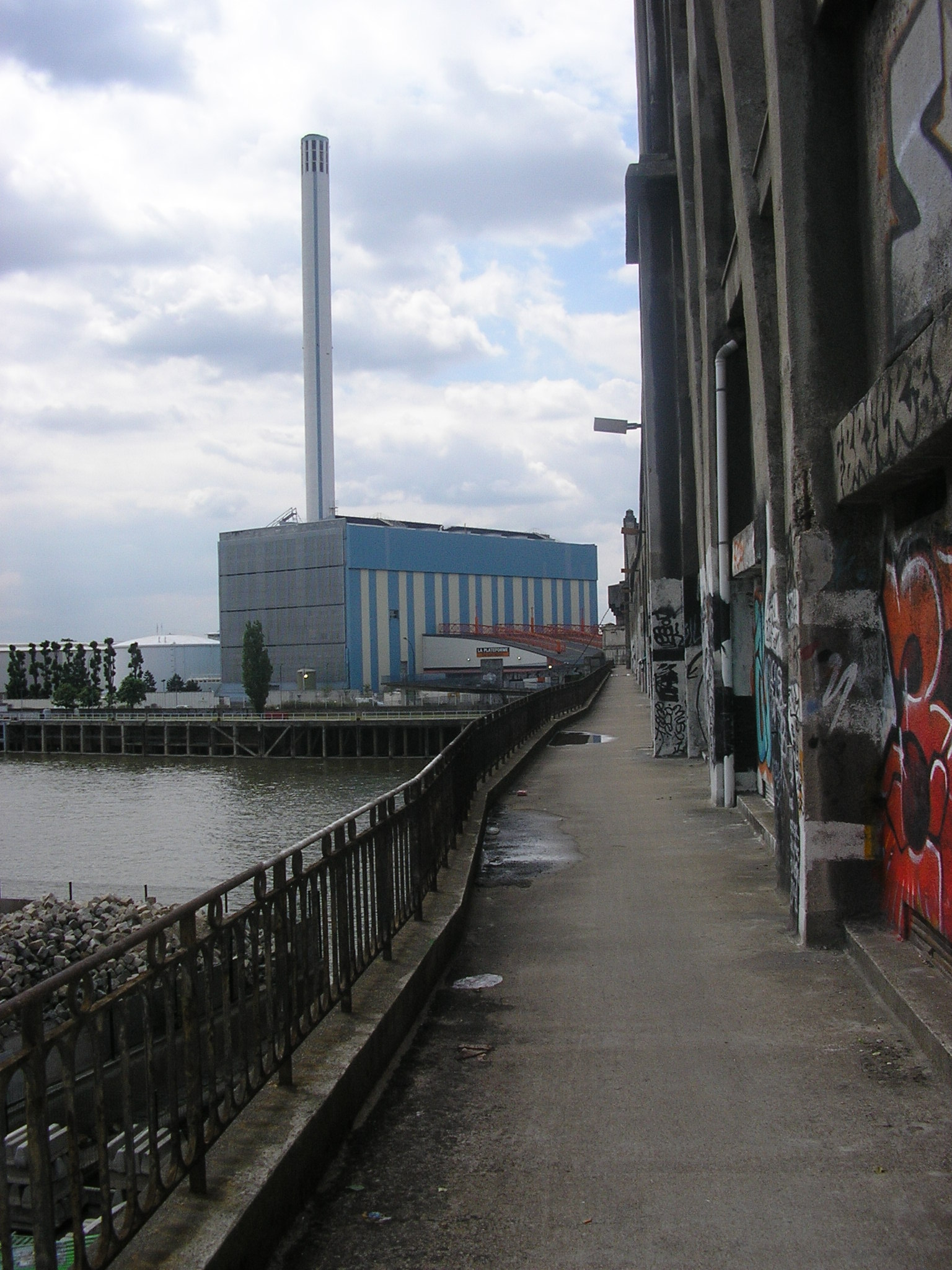
La traversée de la Seine.

## Au cinéma
Elle a servi de décor pour des scènes rapides de films comme Gas-Oil, Le Clan des Siciliens, Micmacs à tire-larigot.

## Accès
La passerelle joint le quai Auguste-Deshaies à Ivry-sur-Seine, au quai des Carrières à Charenton-le-Pont.